# Martijn van den Bergh
Martijn van den Bergh (Haarlem, 21 januari 1974) is een voormalig Nederlands presentator.

## Loopbaan
Van den Bergh speelde diverse gastrollen in series als Goede tijden, slechte tijden en Onderweg naar Morgen. In 1996 had Van den Bergh een rol in de IKON-film Ze leek zo normaal. Ook was hij te zien in de musical Rock Star. Verder speelde hij nog in diverse commercials en andere producties. Hij presenteerde diverse mode- en karaokeshows, en hij stond vier jaar lang op de Megafestatie. Ook deed hij mee aan het SBS-programma De Bus (2000).
Tussen 2003 en 2005 presenteerde hij het televisieprogramma Gossip Quiz op RTL 4. Ook was hij te zien bij het programma Spotlight en hij presenteerde af en toe Telegames op zowel RTL 4 als Yorin. Eind 2005 stopte Van den Bergh met zijn werkzaamheden bij belspelfabrikant ZiMoH-TV.

## Trivia
Op 6 juni 2007 plaatste het roddelblad Privé foto's van de ernstig vervuilde villa van Belinda Meuldijk in Bosch en Duin. Voormalig echtgenoot Rob de Nijs bekende de foto's in augustus 2006 te hebben gemaakt, maar ontkende ten stelligste het beeldmateriaal aan het weekblad te hebben geleverd. Meuldijk spande een kort geding tegen het blad aan. De rechter stelde Meuldijk in het gelijk en bepaalde dat de gegevens van de fotograaf en de verkoper van de onrechtmatig gemaakte foto’s bekendgemaakt moesten worden. Na het kort geding bleek dat Van den Bergh de foto's aan Privé had doorgespeeld.